# Gouchi
Gouchi o Gouchy es una comuna rural de Níger perteneciente al departamento de Dungass de la región de Zinder. En 2012 tenía una población de 71 612 habitantes, de los cuales 36 482 eran hombres y 35 130 eran mujeres.
En sus orígenes, Gouchi y dos de sus pedanías (Mataraoua y Yakaouda) eran tres asentamientos kanuris independientes que se aliaron con el estado Sossébaki de Wacha. Sin embargo, cuando a finales del siglo XIX el sultán de Zinder atacó Wacha, Gouchi se alió con Zinder y se integró en el sultanato. Actualmente, la mayoría de la población sigue siendo étnicamente kanuri y se dedica a una economía agropastoral, aunque en la comuna también hay una minoría de pastores fulanis.
La localidad se ubica unos 50 km al noreste de la capital departamental Dungass.